# 第54次長期滞在
第54次長期滞在（だい54じちょうきたいざい）は、国際宇宙ステーションへの54回目の長期滞在であり、2017年12月14日のソユーズMS-05の出発で始まり、2018年2月27日にソユーズMS-06が出発するまで継続した。アレクサンダー・ミシュルキン、マーク・T・ヴァンデハイおよびジョセフ・アカバは第53次長期滞在から移行し、アレクサンダー・ミシュルキンが船長の役目を引き継いだ。第54次長期滞在から第55次長期滞在への指揮権の移行は2018年2月26日に行われた。公式には第54次長期滞在は2018年2月27日 23:08 UTCのソユーズMS-06のドッキング解除をもって終了した。

## クルー
| ポジション            | 第1期 （2017年12月14日 - 12且17日）               | 第2期 （2017年12月17日 - 2018年2月27日）          |
| --------------------- | ------------------------------------------------- | ------------------------------------------------- |
| 船長                  | アレクサンダー・ミシュルキン、RSA 2回目の宇宙飛行 | アレクサンダー・ミシュルキン、RSA 2回目の宇宙飛行 |
| 第1フライトエンジニア | マーク・T・ヴァンデハイ、NASA 1回目の宇宙飛行     | マーク・T・ヴァンデハイ、NASA 1回目の宇宙飛行     |
| 第2フライトエンジニア | ジョセフ・アカバ、NASA 3回目の宇宙飛行            | ジョセフ・アカバ、NASA 3回目の宇宙飛行            |
| 第3フライトエンジニア |                                                   | アントン・シュカプレロフ、RSA 3回目の宇宙飛行     |
| 第4フライトエンジニア |                                                   | スコット・D・ティングル、NASA 1回目の宇宙飛行     |
| 第5フライトエンジニア |                                                   | 金井宣茂、JAXA 1回目の宇宙飛行                    |

## 宇宙遊泳
| EVA #                 | 宇宙遊泳者 | 開始（UTC）         | 終了（UTC）         | 経過時間  |  |
|                       | |                     |                     |           |  |
| 第54次長期滞在 EVA 1  | マーク・T・ヴァンデハイ スコット・D・ティングル | 2018年1月23日 11:49 | 2018年1月23日 19:13 | 7時間24分 |  |
| 第54次長期滞在 EVA 1  | カナダアーム2のラッチング・エンド・エフェクター（LEE-B）の交換、ESP2の故障したLEEの設置、LEEカメラの交換、EVAソケットの交換 |                     |                     |           |  |
| 第54次長期滞在 EVA 2* | アレクサンダー・ミシュルキン アントン・シュカプレロフ | 2018年2月2日 15:34  | 2018年2月2日 23:47  | 8時間13分 |  |
| 第54次長期滞在 EVA 2* | ズヴェズダ・サーヴィス・モジュールの高利得通信アンテナの電子回路ボックスの撤去と交換。 |                     |                     |           |  |
| 第54次長期滞在 EVA 3  | マーク・T・ヴァンデハイ 金井宣茂 | 2018年2月16日 12:00 | 2018年2月16日 17:57 | 5時間57分 |  |
| 第54次長期滞在 EVA 3  | POA上のラッチング・エンド・エフェクタの撤去と交換を完了、LEEカメラの交換、カナダアーム2上の接地用ストラップの設置、故障したLEEを船内に搬入、カナダアーム2の潤滑、エクスターへのツール・プラットフォームの異動、フレックス・ホース・ロータリー・カプラー上の支柱の調整。 |                     |                     |           |  |

*ピアース・ドッキング室を経由して、ロシアのオーラン宇宙服を使って行れた宇宙遊泳。

これ以外のすべての宇宙遊泳はクエスト・エアロック経由で行われた。

## ISSへの無人宇宙飛行
第54次長期滞在中に国際宇宙ステーションに訪れた補給ミッション：
| 宇宙機 - ISS飛行番号          | 国       | ミッション | 打ち上げ者   | 打ち上げ （UTC）        | 結合/係留 (UTC) †    | 結合/渓流の解除 （UTC） | 期間（結合）      | 軌道離脱            |
| ----------------------------- | -------- | ---------- | ------------ | ----------------------- | -------------------- | ----------------------- | ----------------- | ------------------- |
| スペースX CRS-13 - CRS SpX-13 | アメリカ | 補給       | ファルコン9  | 2017年12月15日 15:36:00 | 2017年12月17日 10:57 | 2018年1月13日 09:58     | 26日 23時間 1分   | 2018年1月13日 14:43 |
| プログレスMS-08 - ISS 69P     | ロシア   | 輸送       | ソユーズ2.1a | 2018年2月13日 08:13:33  | 2018年2月15日 10:38  | 2018年8月23日 02:16     | 188日 15時間 38分 | 2018年8月30日       |